# John Murphy (zwemmer)
John Joseph Murphy (Chicago, 19 juli 1953) was een Amerikaans zwemmer.

## Biografie
Tijdens de Olympische Zomerspelen van 1972 won Murphy de gouden medaille op de de 4x100m vrije slag. Op de 100m rugslag won hij de bronzen medaille en op de 100m vrije slag werd hij vierde.
Op de eerste wereldkampioenschappen in 1973 won hij de gouden medaille op de 4x100m vrije slag, twee jaar later prolongeerde hij samen met zijn ploeggenoten de wereldtitel en won tevens de wereldtitel op de 4x100m wisselslag en de zilveren medaille op de 100m rugslag.

## Internationale toernooien
| Jaar | Olympische Spelen                                      | Wereldkampioenschappen                               | Pan-Amerikaanse Spelen           |
| ---- | ------------------------------------------------------ | ---------------------------------------------------- | -------------------------------- |
| 1971 |                                                        |                                                      | 4x100m wisselslag · 100m rugslag |
| 1972 | 4x100m vrije slag · 100m ruglslag · 4e 100m vrije slag |                                                      |                                  |
| 1973 |                                                        | 4x100m vrije slag                                    |                                  |
| 1974 |                                                        |                                                      |                                  |
| 1975 |                                                        | 100m rugslag · 4x100m vrije slag · 4x100m wisselslag |                                  |

1964: Clark, Austin, Ilman, Schollander ·
1968: Zorn, Rerych, Spitz, Walsh ·
1972: Edgar, Murphy, Heidenreich, Spitz ·
1984: Cavanaugh, Heath, Biondi, Gaines ·
1988: Jacobs, Dalbey, Jager, Biondi ·
1992: Hudepohl, Biondi, Jager, Olsen ·
1996: Olsen, Davis, Schumacher, Hall ·
2000: Klim, Fydler, Callus, Thorpe ·
2004: Schoeman, Ferns, Townsend, Neethling ·
2008: Phelps, Weber-Gale, Jones, Lezak ·
2012: Leveaux, Gilot, Lefert, Agnel ·
2016: Dressel, Phelps, Held, Adrian ·
2020: Dressel, Pieroni, Becker, Apple ·
2024: Alexy, Guiliano, Armstrong, Dressel